# Femke Hilgersom
Femke Hilgersom (6 september 1986) is een Nederlands langebaanschaatsster. Naast schaatsen deed ze ook op hoog nationaal niveau aan handbal.
In 2008 startte zij op de NK Afstanden op de 1500 meter.

## Persoonlijke records
| Afstand    | Tijd    | Datum            | Baan       |
| ---------- | ------- | ---------------- | ---------- |
| 500 meter  | 42,00   | 6 januari 2007   | Erfurt     |
| 1000 meter | 1.22,95 | 28 januari 2007  | Den Haag   |
| 1500 meter | 2.05,63 | 6 januari 2007   | Erfurt     |
| 3000 meter | 4.28,97 | 2 november 2007  | Heerenveen |
| 5000 meter | 8.02,82 | 18 februari 2007 | Groningen  |